# Tae Soo Do
Tae Soo Do è un nome utilizzato nel corso degli anni sia dalla comunità del Taekwondo che da quella Hwa Rang Do. Per quanto riguarda il Taekwondo, è il nome con cui alcune grandi scuole della Corea del Sud hanno deciso di chiamare i loro metodi di arti marziali a causa delle reazioni alle controversie sorte all'interno delle comunità di Taekwondo nei primi anni sessanta. In relazione all'Hwa Rang Do, Tae Soo Do è il nome del loro programma introduttivo per aiutare gli studenti a sviluppare le basi e prepararli all'allenamento nell'Hwa Rang Do. Il Tae Soo Do/Hwa Rang Do moderno non ha alcun legame con il Taekwondo e non deve essere confuso con l'altro.

## Uso precedente del termine in relazione al Taekwondo
Nel 1961, il nome Taekwondo fu temporaneamente abbandonato dai membri della comunità del Taekwondo a causa di controversie sorte tra varie scuole e praticanti. In risposta a queste controversie, diverse scuole scelsero di cambiare il nome della loro arte in Tae Soo Do e l’Associazione coreana di Tae Soo Do presentò il suo documento al Ministero dell’Istruzione il 22 settembre 1961. Un generale dell'esercito coreano e membro predominante della comunità del Taekwondo, Choi Hong Hi, non soddisfatto di questo cambiamento, nel 1965 riuscì a cambiare il nome dell'arte in Taekwondo con la riforma dell'Associazione coreana di Taekwondo.
Oggi, il termine Tae Soo Do non è più in uso tra i praticanti o le scuole di Taekwondo e solo un ristretto numero di persone che praticano il Taekwondo riconosce questo nome, a meno che non sia in relazione con la comunità Hwa Rang Do. In Occidente, questa arte marziale è sempre stata conosciuta come "Tae Kwon Do" (o "Taekwondo", la versione occidentalizzata del nome).
Tae Soo Do è anche uno stile creato da Joo Bang Lee, e parte del sistema Hwa Rang Do. Non rientra nell'"originale" Tae Soo Do, creato dagli unificati kwan.